# De derde kolom
De derde kolom is een hoorspel van Franz Hohler. Die dritte Kolonne werd op 10 mei 1981 door de Süddeutscher Rundfunk uitgezonden. Ruurd van Wijk vertaalde het en de VARA zond het uit op vrijdag 12 november 1982. De regisseur was Ad Löbler. Het hoorspel duurde 53 minuten.

## Inhoud
Twee vrouwen werken in de kelder van een geneesmiddelengrossier. Hun taak bestaat erin, de van "boven" komende bestellingen in ontvangst te nemen, de bestelde dozen bij elkaar te zoeken, die naar de lift te dragen en de lift met de dozen en het verwerkte, aangevinkte bestelformulier naar boven te sturen. De oudste van beide vrouwen heeft daarenboven de taak, de jongere, die pas kortgeleden in dienst is gekomen, op te leiden. Het enige contact met de buitenwereld is dat via de intercom.

## Rolbezetting
- Eva Janssen
- Gerrie Mantel
- Donald de Marcas (via de intercom)